# Surigao
Surigao è una città componente delle Filippine, capoluogo della Provincia di Surigao del Norte, nella Regione di Caraga.
Surigao è formata da 54 baranggay:
- Alang-alang
- Alegria
- Anomar
- Aurora
- Balibayon
- Baybay
- Bilabid
- Bitaugan
- Bonifacio
- Buenavista
- Cabongbongan
- Cagniog
- Cagutsan
- Canlanipa
- Cantiasay
- Capalayan
- Catadman
- Danao

- Danawan
- Day-asan
- Ipil
- Libuac
- Lipata
- Lisondra
- Luna
- Mabini
- Mabua
- Manyagao
- Mapawa
- Mat-i
- Nabago
- Nonoc
- Orok
- Poctoy
- Punta Bilar
- Quezon

- Rizal
- Sabang
- San Isidro
- San Jose
- San Juan
- San Pedro (Hanigad)
- San Roque
- Sema (Bad-asay)
- Sidlakan
- Silop
- Sugbay
- Sukailang
- Taft (Pob.)
- Talisay
- Togbongon
- Trinidad
- Washington (Pob.)
- Zaragoza